# 紀元前639年
紀元前639年（きげんぜん639ねん）は、西暦（ローマ暦）による年。紀元前1世紀の共和政ローマ末期以降の古代ローマにおいては、ローマ建国紀元115年として知られていた。紀年法として西暦（キリスト紀元）がヨーロッパで広く普及した中世時代初期以降、この年は紀元前639年と表記されるのが一般的となった。

## 他の紀年法
- 干支 : 壬午
- 日本
  - 皇紀22年
  - 神武天皇22年
- 中国
  - 周 - 襄王13年
  - 魯 - 僖公21年
  - 斉 - 孝公4年
  - 晋 - 恵公12年
  - 秦 - 穆公21年
  - 楚 - 成王33年
  - 宋 - 襄公12年
  - 衛 - 文公21年
  - 陳 - 穆公9年
  - 蔡 - 荘侯7年
  - 曹 - 共公14年
  - 鄭 - 文公34年
  - 燕 - 襄公19年
- 朝鮮
  - 檀紀1695年
- ユダヤ暦 : 3122年 - 3123年

## できごと

### 中国
- 狄が衛に侵攻した。
- 宋・斉・楚の大夫が鹿上で盟を交わした。
- 宋・楚・陳・蔡・鄭・許・曹の諸侯が盂で会合した。楚が宋の襄公を捕らえ、宋に侵攻した。
- 諸侯が薄に会合して盟を交わし、宋の襄公を釈放した。